# Партия ветеранов войны в Афганистане и участников других локальных боевых конфликтов
Партия ветеранов войны в Афганистане и участников других локальных боевых конфликтов (кирг. Афганистан согушунун ардагерлери жана ушул сыяктуу кагышууларга катышкандардын партиясы) — политическая партия Кыргызстана, представляющая интересы ветеранов Советско-афганской войны и других военных конфликтов.

## Результаты выборов

### Парламентские выборы
| Выборы | Голоса                   | %                        | Кресла   | Позиция  |
| ------ | ------------------------ | ------------------------ | -------- | -------- |
| 2000   | 131 933                  | 8,51                     | 2 из 105 | 4 место  |
| 2020   | 3 459                    | 0,18                     | 0 из 120 | 16 место |
| 2021   | по одномандатным округам | по одномандатным округам | 1 из 90  | —        |

1. ↑  Результаты выборов были признаны недействительными[1].
2. ↑  Единственное место в Парламенте получил Акбокон Таштанбеков по результатам выборов в Ысык-Атинском одномандатном избирательном округе № 30[2][3].